# عارف الدجاني
عارف باشا الدجاني (1856م - 1928م، ولد في القدس) هو سياسي عربي فلسطيني،  ورئيس لبلدية القدس سابقاً.
وكما أنه امتلك مواقف صلبة أمام حكومة الانتداب.

## مسيرته التعليمية
مسيرته التعليمية قد شملت تعلمه الدين على يد والده الشيخ بكر الدجاني، وكما أنه قد درس العلوم الأولية في مدارس القدس، وبرع بلغتين وهما العربية والتركية.
في سنته الثالثه والعشرين توجه إلى إسطنبول لدراسة الحقوق واللغة الفرنسية.

## مناصبه
بعد تخرج عارف تم تعيينه متصرفاً لمدينة دير الزور، ومنها متصرفاً لديار بكر، وآخر منصب قد تولاه كان ولاية اليمن، حيث أنه حاز على لقب الباشورية أثناء إقامته في صنعاء.
ثم تم إنتخابه كعضو في مجلس المبعوثان عن متصرفية القدس، فأقام في العاصمة العثمانية.
أصبح رئيساً لبلدية القدس خلال الحرب العالمية الأولى. في عام 1918 أصبح ممثلاً في اللجنة الإدارية للجمعية الإسلامية المسيحية، ثم أصبح رئيساً لفرع الجمعية في القدس قبل أن يصبح رئيساً للجمعية.
ساهم في إنشاء المؤتمر الفلسطيني الأول في القدس عام 1919م، الذي دعا إلى إحياء الوحدة مع سوريا، وكان أول رئيس للمؤتمر.
واختير سنة 1920م ليكون نائباً لرئيس اللجنة التنفيذية للمؤتمر العربي الفلسطيني.
أما بسنة 1927م ترأّس عارف القائمة الوطنية لإمتحانات مجلس بلدية القدس، لكن قائمته لم تتغلب على القائمة المعارضة.
إمتاز عارف بمواقفه الصلبة أمام حكومة الانتداب، كما أنه قد عارض سياستها المؤيدة للحركة الصهيونية، ورفض كغيره أن يعينه المندوب السامي البريطاني في المجلس الاستشاري. 

## مراجع

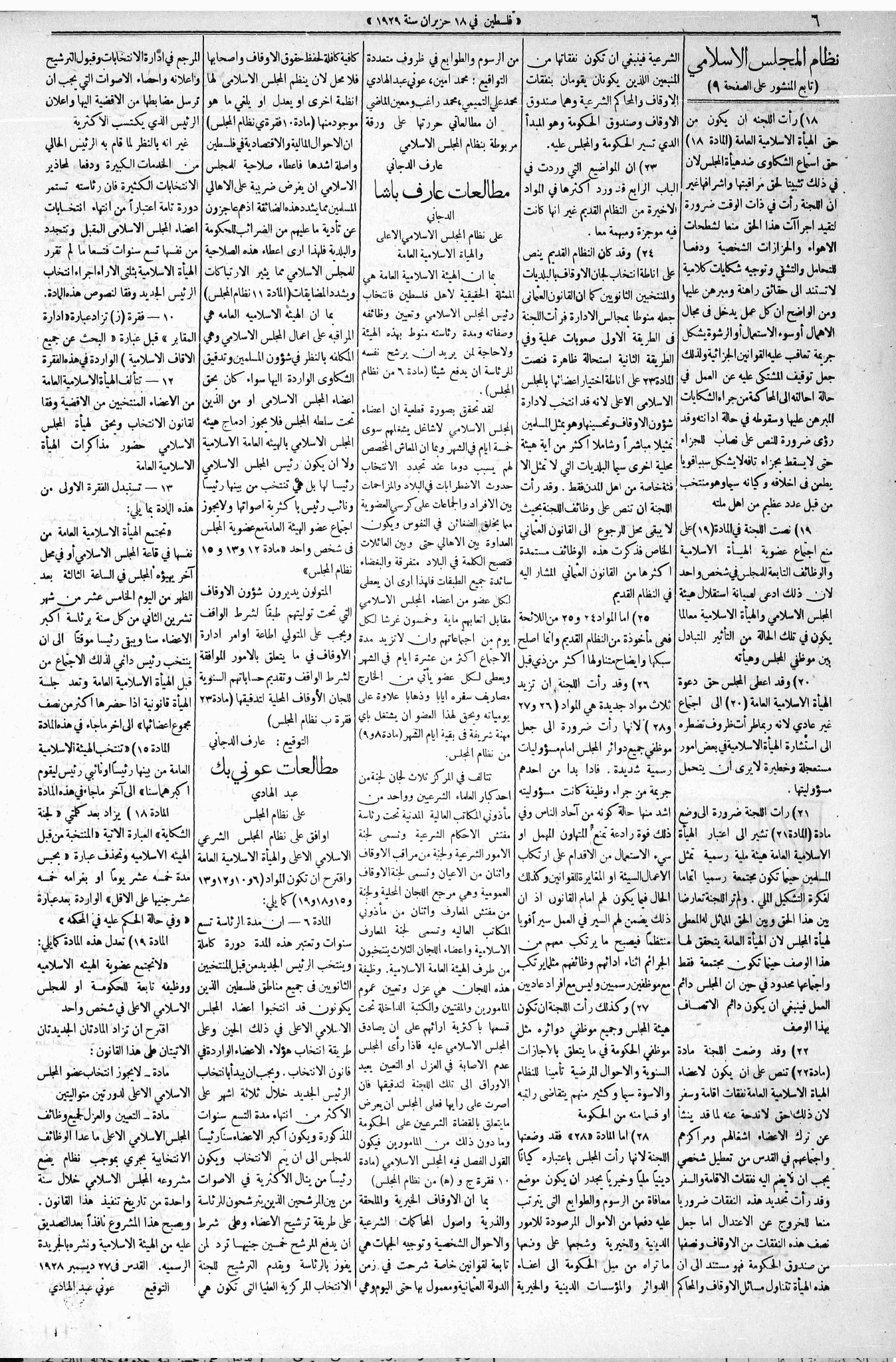
مقال لعارف الدجاني في صحيفة فلسطين